# 杜隆-珀蒂定律
杜隆-珀蒂定律（英語：Dulong-Petit law）是物理学中描述结晶态固体由于晶格振动而具有的比热容的经典定律，由法国化学家皮埃尔·路易·杜隆（Pierre Louis Dulong）和阿列克西·泰雷兹·珀蒂（Alexis Thérèse Petit）于1819年提出。
定律的内容为：许多固体其比热容（单位焦耳／(开尔文· 千克)）均为3R/M，其中R为普适气体常数（单位焦耳／(开尔文·摩尔)）M为摩尔质量（单位千克／摩尔）。换言之，晶体的无量纲热容{\displaystyle C^{*}={C \over nR}={C \over {Nk}}}恒等于3，其中C为总热容，n为摩尔数，N为包含的原子总数，k为玻尔兹曼常数。
尽管杜隆-珀蒂定律形式极为简单，但它多数晶体在高温下（300K以上）热容的描述仍是十分精确的。在低温下，由于量子效应逐渐明显，本定律不再适用。对晶体低温热容较好的描述是固体物理学中的德拜模型（德拜T3定律）。固体热容的现代理论认为，热容来自固体中晶格的振动。这是爱因斯坦首先提出来的。因此，杜隆-珀蒂定律陈述的是气体经典热容。